# Dicranomyia pseudomorio
Dicranomyia pseudomorio là một loài ruồi trong họ Limoniidae. Chúng phân bố ở miền Cổ bắc.